# Stay on These Roads (album)
Stay on These Roads is het derde studioalbum van a-ha uit 1988.
The Living Daylights is een remix van hetzelfde lied uit de James Bondfilm The Living Daylights uit 1987.
The Blood That Moves the Body is in 1992 heruitgebracht in een remix.

## Singles van dit album
- Stay on these roads - NL #8
- The blood that moves the body - NL #28
- Touchy! - NL #14
- You are the one - NL #56